# Stanley Bennett Hough
Stanley Bennett Hough (geboren am 25. Februar 1917 in Preston, Lancashire; gestorben im Februar 1998 in Falmouth, Cornwall) war ein britischer Schriftsteller, bekannt vor allem durch die unter dem Pseudonym Rex Gordon verfassten Science-Fiction-Romane.

## Leben
Hough war der Sohn von Simeon Hough, einem leitenden Angestellten, und der Lehrerin Eva Hough, geborene Bennett. Er besuchte nach der Preston Grammar School das Radio Officers College in Preston, wo er sich als Schiffsfunker qualifizierte. Von 1936 an arbeitete er als Funker auf Handelsschiffen, zunächst als Angestellter der Marconi Radio Company, dann bis 1945 bei der International Marine Radio Company. Von 1946 bis 1951 leitete er eine Bootssportfirma und war danach Lehrer für kreatives Schreiben bei der Workers’ Educational Association in Cornwall.
1938 heiratete er Justa Elisabeth Cecilia Wodschow.

## Werk
Houghs erster Roman Frontier Incident erschien 1951. Dieser wie einige der folgenden Romane (Mission in Guemo, 1953, Extinction Bomber, 1956, und Beyond the Eleventh Hour, 1961) erschienen unter Houghs Namen und sind keine ausgewiesene Science-Fiction, obwohl SF-Elemente verwendet werden.
Die eigentlichen SF-Romane erschienen sämtlich unter dem Pseudonym Rex Gordon. Der erste dieser sechs Romane war Utopia 239 (1955), in dem die Protagonisten einem nuklearen Holocaust durch eine Zeitreise in ein zukünftiges Utopia entkommen, in dem Frieden und sexuelle Befreiung realisiert sind und eine hochentwickelte Technologie eingesetzt werden, um die Folgen der Nuklearkatastrophe zu überwinden.
Sein bekanntestes und am höchsten geschätztes Werk ist der Roman No Man Friday (1956, in den USA unter dem Titel First on Mars erschienen). Er nimmt das Robinson-Crusoe-Motiv des in fremder Umgebung Gestrandeten in ähnlicher Weise auf wie der aktuelle Roman Der Marsianer von Andy Weir. Hier ist Gordon Holder der einzige Überlebende der Bruchlandung der ersten Expedition zum Mars. So wie Robinson Crusoe vor ihm findet Holder im Schiffswrack zahlreiche nützliche Dinge. Er macht sich aber schließlich auf, um mit einer Art selbstkonstruiertem Fahrrad den Mars zu erkunden. Auf dieser Reise begegnet er dann intelligenten Marsianern, ganz anders als in den Mars-Phantasien eines Edgar Rice Burroughs sind diese aber in keiner Weise menschenähnlich, sondern so unverständlich und fremd, dass sie keinerlei Interesse für Technologie, die Menschheit im Allgemeinen oder Holdens Schicksal im Besonderen haben.
1957 wurde er für No Man Friday mit dem Infinity Award for Best Science Fiction Novel of the Year ausgezeichnet.
Nach dem Erfolg von First on Mars wurden die US-Ausgaben weiterer Roman von Hough nach First…-Muster betitelt. Dazu gehört The Worlds of Eclos (1959), in den USA als First to the Stars erschienen, in dem das Gestrandeten-Thema wieder aufgenommen wird, nur sind es hier ein Mann und eine Frau, die sich auf einer fremden Welt ohne Aussicht auf eine Rückkehr finden und vor die Aufgabe gestellt sehen, für sich und eventuelle Nachkommen eine Zukunft zu etablieren. Diese Aufgabe wird dadurch kompliziert, dass die beiden eine tiefe Abneigung füreinander empfinden.
The Time Factor (1962), in den USA als First Through Time, behandelt wieder das Zeitreise-Thema, wobei hier nicht einer gegenwärtigen Katastrophe in die Zukunft entkommen wird, sondern eine zukünftige Katastrophe abgewendet werden soll.
Die SF-Romane Houghs und mehr noch die anderen Romane sind heute weitgehend vergessen. Auf Deutsch erschienen sind drei Romane, davon zwei als vermutlich gekürzte Heftroman-Ausgaben. Neben seiner Science Fiction und den anderen belletristischen Romanen verfasste Hough auch mehrere Billigreise-Ratgeber sowie ein Lehrbuch über kreatives Schreiben.
Im Pabel-Verlag erschienen 1974 bis 1977 sechs der Kommissar X-Heftromane bzw. -Taschenbücher unter dem Autorennamen Rex Gordon. Es handelt sich hier aber um ein Pseudonym des Verlagsautors Hans E. Ködelpeter und nicht um Hough.

## Bibliographie
Romane
- Frontier Incident (1951)
- Moment of Decision (1952)
- Mission in Guemo (1953)
- Sea Struck (1953, auch als Sea to Eden, 1954, als Bennett Stanley)
- The Seas South (1953)
- The Alscott Experiment (1954, als Bennett Stanley)
- The Primitives (1954)
- Utopia 239 (1955, als Rex Gordon)
- Extinction Bomber (1956)
- Government Contract (1956, als Bennett Stanley)
- No Man Friday (1956, auch als First on Mars, 1957, als Rex Gordon)
  - Deutsch: Der Mars-Robinson. Moewig (Terra Sonderband #79), 1964.
- The Bronze Perseus (1959)
- The Worlds of Eclos (1959, auch als First to the Stars, als Rex Gordon)
  - Deutsch: Im Kosmos verschollen. Moewig (Terra Sonderband #69), 1963.
- Beyond the Eleventh Hour (1961)
- The Time Factor (1962, auch als First Through Time, als Rex Gordon)
  - Deutsch: Der Zeitfaktor. Goldmanns Weltraum Taschenbücher #069, 1966.
- Dear Daughter Dead (1965)
- Utopia Minus X (1966, auch als The Paw of God, 1967, als Rex Gordon)
- Sweet Sister Seduced (1968)
- The Yellow Fraction (1969, als Rex Gordon)
- Fear Fortune, Father (1974)

Sachliteratur
- A Pound a Day Inclusive: The Modern Way to Holiday Travel (1957)
- Expedition Everyman: Your Way on Your Income to All the Desirable Places of Europe (1959)
- Expedition Everyman (1964)
- Where? An Independent Report on Holiday Resorts in Britain and the Continent (1964)
- Creative Writing: A Handbook for Students, Tutors and Education Authorities (1983)